# Apinajés
Apinayé ou apinajé é um povo indígena que habita as terras localizadas entre a margem esquerda do Rio Tocantins e a margem direita do rio Araguaia, no norte do estado do Tocantins, Brasil, na região conhecida como Bico do Papagaio.
Os Apinajé ocupam uma área de aproximadamente cento e quarenta mil hectares de terras demarcadas e homologadas, em sua maioria no município de Tocantinópolis, mas também em Maurilândia do Tocantins, Nazaré, Itaguatins e São Bento.
Com uma população de cerca de mil e cem pessoas, habitam quatorze aldeias. Seis delas estão próximas às margens dos afluentes do rio Tocantins, todas formadas por grupos oriundos da aldeia principal delas, que é Mariazinha. As outras oito estão localizadas na parte do território que demanda para o rio Araguaia, todas elas estreitamente relacionadas à aldeia principal delas, São José. O seu território encontra-se, pela parte meridional, nas bacias dos rios Mosquito (no divisor de águas do estado do Tocantins) e São Bento (no Araguaia). Na parte norte, encontra-se os córregos Botica e Pekobo, que desagem no rio Tocantins.
Os Apinajé são um dos povos do tronco Macro-jê Setentrionais, falantes de língua homônima. Em contato permanente com a sociedade circundante desde o início do século XIX, quando sua população foi estimada em quatro mil e duzentas pessoas, sofreram um processo de depopulação constante até a década de 1960, quando chegaram a apenas duzentas pessoas. Desde então, seguem a tendência de recuperação populacional verificada na maior parte dos grupos indígenas que habitam o Brasil.

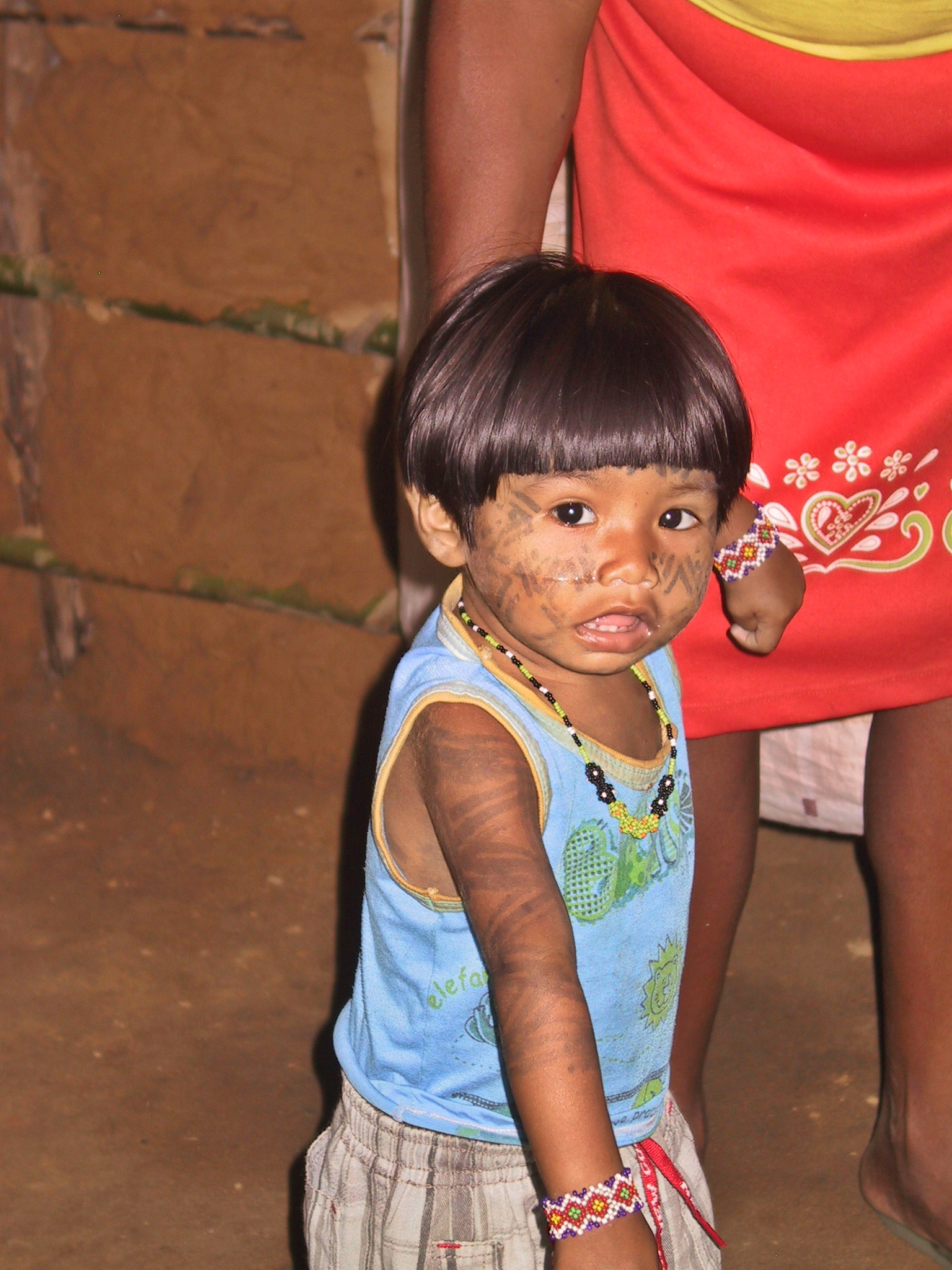
Apinajé - Garoto

Os Apinajé podem ter sido descobertos pela companhia jesuíta que, entre 1633 e 1658, empreenderam quatro entradas rio Tocantins acima, a fim de catequizarem índios para as aldeias do Pará. Porém, as primeiras informações documentais que se referem a este povo datam de meados do século XVIII. À medida que os caminhos pelos rios Araguaia e Tocantins foram sendo abertos, os contatos com os grupos indígenas que habitavam esta região foram-se tornando mais constantes e as referências aos Apinajé cada vez mais precisas.

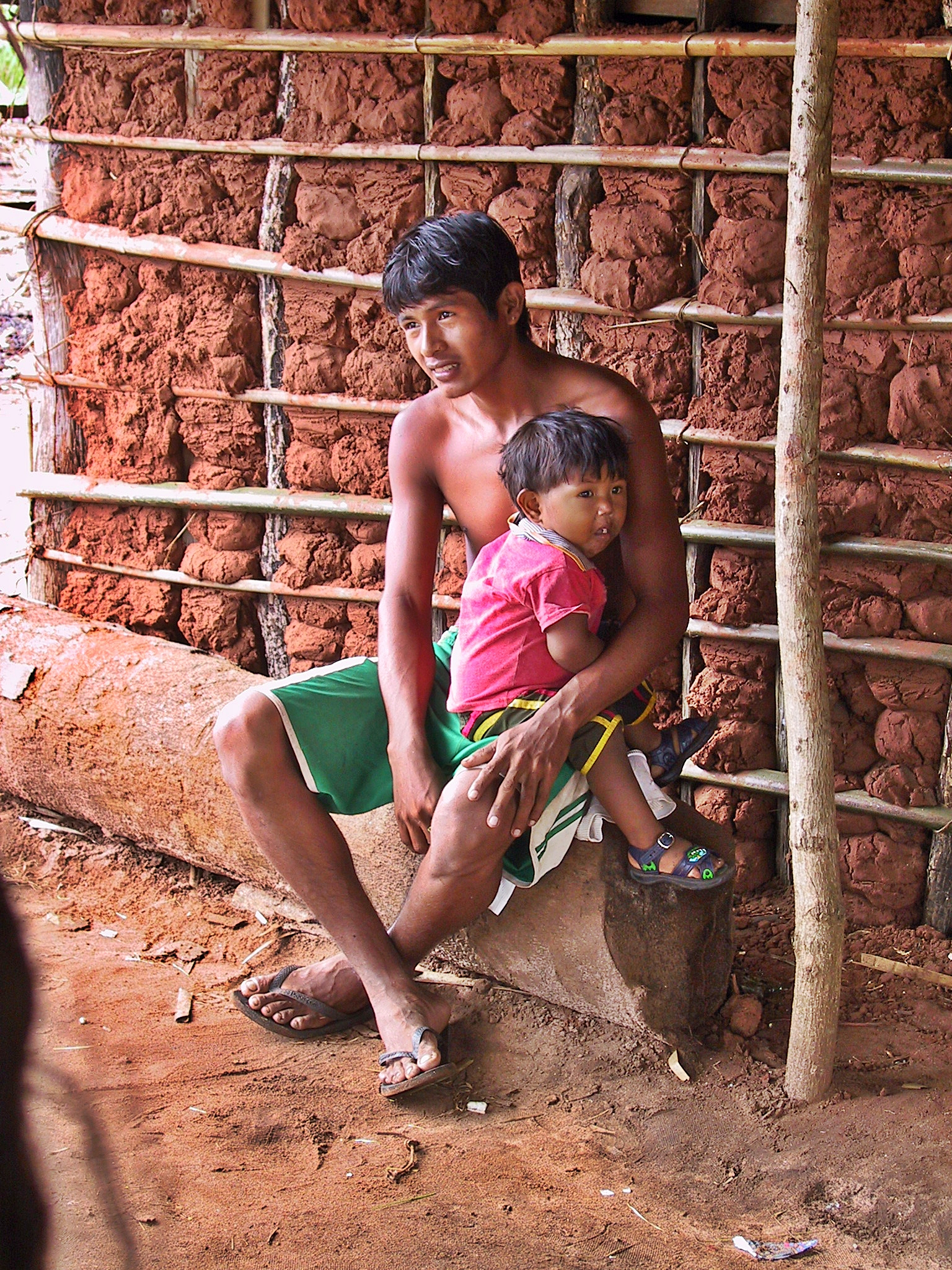
Apinajé - Pai e filho

Eles foram visitados por diversos viajantes, como Castelnau na década de 1840, mas a primeira monografia sobre eles foi escrita por Curt Nimuendaju quase um século depois (1939). Este trabalho do etnólogo alemão foi responsável pela projeção dos Apinajé no cenário antropológico acadêmico mundial, pela conhecida anomalia Apinajé de um tipo sui generis de troca matrimonial, supostamente realizada entre quatro grupos.
A terra indígena apinajé tem a interferência de duas estradas de terra que estão em obras com vistas a seu asfaltamento:
- TO-126: liga os municípios de Tocantinópolis e Itaguatins, passando por Maurilândia, seccionando no sentido norte-sul todo o território em seu lado leste; ao longo de seu eixo estão localizadas as aldeias do PIN Apinajé (Mariazinha, Botica, Riachinho e Bonito);
- TO-134: do município de Angico ao entroncamento da BR-230, seguindo até Tocantinópolis, sendo, em um trecho, limite sul da área. Esta estrada, asfaltada recentemente, passa a poucos quilômetros da aldeia São José.

Os apinajés sofreram uma grande depopulação e desestruturação social na segunda metade do século XX, quando seu território foi invadido por centenas de famílias de migrantes e tiveram suas terras cortadas por estradas, como a Belém-Brasília e a Transamazônica (BR-230).